# Mônica Agena
Pour les articles homonymes, voir Agena.
 (janvier 2024).
Mônica Agena (née le 23 mars 1979 à Santos) est une autrice-compositrice-interprète brésilienne.

## Biographie
Mônica Agena déménage à São Paulo à quatre ans. Son intérêt pour la musique commence en 1992, lorsqu'elle voit un ami jouer à la guitare les plus grands succès de Raul Seixas. Quelque temps plus tard, elle reçoit sa première guitare de son père et commence à prendre des cours auprès de Vandré Nascimento. En 1997, elle commence à suivre des cours auprès de Michel Leme et découvre le jazz et la musique instrumentale. La même année, elle suit un cours d'harmonie et d'improvisation avec le saxophoniste David Richard.
En 1998, elle commence à jouer professionnellement dans le groupe de reprises Sky Funky Band. Toujours en 1998, elle commence à enseigner la guitare à l'école Planet Guitar, aujourd'hui disparue, après avoir étudié auprès de Mozart Mello.
À Expo Music en 2002, elle rencontre Kiko Péres, ancien guitariste du groupe Natiruts, qui l'invite à participer à son projet instrumental. En mars 2004, elle rejoint Natiruts en tant que musicienne d'accompagnement, recommandée par Kiko Péres. L'année suivante, Agena participe à l'album Nossa Missão et part en tournée avec le groupe de reggae à travers le Brésil, en plus de se produire en Argentine, au Cap-Vert, au Chili, aux États-Unis, à Porto Rico et au Portugal.
Parallèlement à son travail à Natiruts, elle forme le groupe de rock Krepax, avec le chanteur Dionisio Neto, le bassiste Hagape Cakau et le batteur Nana Rizinni. Toujours en 2005, Krepax sort un EP du même nom avec 3 titres : Sitcom, Riollywood et Compaixão.
En 2006, elle participe à l'enregistrement du DVD live Natiruts Reggae Power, une compilation des plus grands succès du groupe. En 2007, Mônica met à disposition sur Internet deux morceaux de son œuvre instrumentale : Free from me et Love Triangle. L'année suivante, avec la fin du groupe Krepax, Mônica, Nana et Hagape forment un autre groupe, Moxine. Le groupe sort l'EP Electric Kiss en 2009.
Elle est invitée à participer en septembre 2022 à l'hommage à Taylor Hawkins, batteur des Foo Fighters, décédé à 50 ans, deux jours avant de se produire au Lollapalooza.

## Discographie

### Avec Krepax
- Krepax (EP, 2005)

### Avec Moxine
- Electric Kiss (EP, 2009)
- Hot December (2013)

### Avec Natiruts
- Nossa Missão (2005)
- Raçaman (2009)
- Natiruts Reggae Power Ao Vivo (2006)
- Natiruts Acústico no Rio de Janeiro (2012)